# Khâm Thánh Hoàng hậu
Khâm Thánh hoàng hậu (chữ Hán: 欽聖皇后), khuê danh là Hồ Thánh Ngâu,  không rõ năm sinh năm mất, là Hoàng hậu của nhà Trần với tư cách là chính thất của Trần Thuận Tông, bà sinh ra Trần Thiếu Đế. Sau khi Thuận Tông trở thành Thái thượng hoàng và qua đời, bà trở thành Hoàng thái hậu, là vị Thái hậu cuối cùng của triều đại nhà Trần.
Với thân phận là con gái Hồ Quý Ly, cha bà ban đầu mang họ Lê, nhưng về sau cải sang họ Hồ nên bà mang họ Hồ. Bà còn là chị/em gái của Hồ Hán Thương.

## Tiểu sử
Theo Đại Việt sử ký toàn thư, bà có khuê danh là Thánh Ngâu (聖偶), con gái của Thái sư Lê Quý Ly, mẹ là Huy Ninh công chúa (徽宁公主), con gái của Trần Minh Tông. Theo như đó bà là cháu ngoại của Trần Minh Tông. Bà có người anh cả khác mẹ tên Hồ Nguyên Trừng và người anh cùng mẹ là Hồ Hán Thương.
Kỷ Tỵ, năm thứ 2 (1389), Mùa xuân, tháng giêng, bà được Trần Thuận Tông phong làm Hoàng hậu, gọi chỗ ở là Hoàng Nguyên điện (皇元殿). Khoảng năm 1396, bà sinh ra Thái tử An.
Mậu Dần, năm thứ 11 (1398), Lê Quý Ly ép Trần Thuận Tông nhường ngôi cho Thái tử An, tức Trần Thiếu Đế. Thánh Ngâu được tôn làm Hoàng thái hậu. Khi ấy Thiếu Đế mới lên 3 tuổi, nhận truyền ngôi không biết lạy. Quý Ly sai bà lạy trước cho Thái tử lạy theo.
Canh Thìn, năm thứ 3 (1400), Lê Quý Ly cướp ngôi nhà Trần, đổi sang họ Hồ, xưng làm Hoàng đế, đặt niên hiệu Thánh Nguyên. Quốc hiệu đổi thành Đại Ngu.
Con trai bà bị phế làm Bảo Ninh Đại vương, do là cháu ngoại Quý Ly nên không bị giết. Sau đó không rõ kết cục của bà và Thiếu Đế.